# Macrotrachela papillosa
Macrotrachela papillosa är en hjuldjursart som beskrevs av Thompson 1892. Macrotrachela papillosa ingår i släktet Macrotrachela och familjen Philodinidae. Arten är reproducerande i Sverige. Inga underarter finns listade i Catalogue of Life.